# New London (Teksas)
New London – miasto w Stanach Zjednoczonych, w stanie Teksas, w hrabstwie Rusk.